# Panna (huyện)
Huyện Panna là một huyện thuộc bang Madhya Pradesh, Ấn Độ. Thủ phủ huyện Panna đóng ở Panna. Huyện Panna có diện tích 7135 ki lô mét vuông. Đến thời điểm năm 2001, huyện Panna có dân số 854235 người.